# Callicebinae
Callicebinae — мавпи Нового Світу з підродини Callicebinae, яка включає три сучасні роди: Cheracebus, Callicebus і Plecturocebus. Ця підродина також містить вимерлі роди Miocallicebus, Homunculus і Carlocebus.
Тварини живуть у Південній Америці, від Колумбії, Еквадору та Перу, на схід через Бразилію та на південь до Болівії та північного Парагваю.
Залежно від виду Callicebinae мають довжину голови й тулуба 23—46 см, а хвіст, який довший за голову і тіло, 26—56 см. Різні види суттєво відрізняються за кольором, але схожі один на одного в більшості інших фізичних ознак. Вони мають довгу м'яку шерсть, яка зазвичай рудувата, бурувата, сірувата чи чорнувата, і у більшості видів нижня сторона світліша або більш червонувата, ніж верхня. Деякі види мають контрастні чорнуваті чи білуваті чола, а всі представники роду Cheracebus мають білий напівкомір.
Тварини територіальні й моногамні. Вони живуть у сімейних групах, які складаються з батьків та їхнього потомства, загалом від двох до семи тварин. Вони захищають свою територію, кричачи та відганяючи зловмисників, але рідко вступають у справжні бої. Дієта складається в основному з фруктів, хоча вони також їдять листя, квіти, комах, пташині яйця і дрібних хребетних.